# 孽愛傷痕
《孽愛傷痕》（英語：Monster's Ball），2001年首映的美加合製電影，由馬克·福斯特執導，哈莉·貝瑞、比利·卜·方頓及希斯·萊傑主演。哈莉·貝瑞憑此片贏得第74屆奧斯卡最佳女主角獎。

## 剧情
故事发生在种族偏见根深蒂固的美国南方小镇，汉克生长在一个保守的白人家庭，他和儿子Sonny在小镇监狱的死囚牢里当看守，他们的职责之一是帮助执行死刑。汉克的父亲巴克是一个极端保守僵化的种族主义者，在他的家庭中，甚至连感情的过多流露也是不恰当的。汉克一辈子都生活在父亲的影子中，他的生活和思想好象倒模一样重复着父亲的轨迹，
最近，汉克和Sonny刚刚处死了一个黑人死囚。后来汉克与Sonny发生矛盾，两人争吵后Sonny开枪自杀，自杀的原因是汉克不爱儿子Sonny，而儿子却爱他。这件事改变了汉克一直以来的生活态度。
后来汉克偶然结识了黑人死囚的遗孀莱茜娅，莱茜娅在餐厅做服务员，繳不起房租，她11岁的胖儿子因一次车祸遇难，汉克对她的遭遇表示同情。最终他选择去帮助和关爱这个落难女子，并与固执僵化的父亲划清界线。

## 角色
- 比利·卜·方頓 - Hank Grotowski
- 希斯·萊傑 - Sonny Grotowski
- 哈莉·貝瑞 - Leticia Musgrove
- 彼得·博伊 - Buck Grotowski
- 尚恩·库姆斯 - Lawrence Musgrove
- 茅斯·达夫 - Ryrus Cooper
- Coronji Calhoun - Tyrell Musgrove
- Charles Cowan, Jr. - Willie Cooper

## 奖项
- 奥斯卡奖
  - 最佳女主角: Halle Berry (获奖)
  - 最佳原创剧本: Milo Addica & Will Rokos (提名)
- 英国电影学院奖
  - 最佳女主角: Halle Berry (提名)
- Black Reel Awards
  - 最佳女主角: Halle Berry (获奖)
- 金球奖
  - 最佳剧情片女主角: Halle Berry (提名)
- MTV电影大奖
  - 最佳女性演出: Halle Berry (提名)
- 国家评论协会
  - 最佳男演员: Billy Bob Thornton (获奖)
  - 最佳女演员: Halle Berry (获奖)
- 美国演员工会奖
  - 最佳女主角: Halle Berry (获奖)

## 外部連結
- 互联网电影数据库（IMDb）上《孽愛傷痕》的资料（英文）
- AllMovie上《孽愛傷痕》的资料（英文）
- Box Office Mojo上《孽愛傷痕》的資料（英文）
- 爛番茄上《孽愛傷痕》的資料（英文）
- article by Uju Asika in Salon.com, regarding the response to Monster's Ball and Berry's Oscar.（页面存档备份，存于）
- Interview with Halle Berry regarding her performance as Leticia Musgrove